# Chiesa di San Giovanni Battista (Mergozzo)
La chiesa di san Giovanni Battista anche chiamata chiesa di San Giovanni in Montorfano è un edificio religioso situato nella località di Montorfano, un piccolo nucleo di case in una piana attigua al monte omonimo, nel territorio comunale di Mergozzo, in provincia del Verbano-Cusio-Ossola e diocesi di Novara.

## Storia e descrizione
Una chiesa dedicata a San Giovanni Battista è menzionata per la prima volta in un documento dell'885 quando l'arcidiacono di Novara Reginaldo da Pombia dona un uliveto localizzandolo in terra sancti Iohannis'. Quello citato è però probabilmente un edificio preesistente a quello attuale che è databile alla fine del XI secolo.
La chiesa, edificata in granito, ha subito nel tempo l'aggiunta del pinnacolo a pianta quadra collocato sulla cupola e di una casupola sul fianco sinistro.
La pianta è a croce con una sola navata e volte a crociera, l'abside semicircolare e la cupola a tamburo ottagono: una cornice di coronamento ad archetti pensili intrecciati gira tutt'intorno ai fianchi e alla cupola, e una loggetta a galleria corona esternamente il giro dell'abside; le finestre sono intagliate variamene nello strombo, le mensole degli archetti e i capitelli della loggetta sono decorati, in foggia simile a quella della chiesa di santa Marta di Mergozzo, con rozzi disegni geometrici e di fogliami rudimentali o di teste d'animali e grottesche teste di uomini. 
Scavi archeologici condotti dal 1970 al 1984 nell'area in cui sorge l'edificio hanno portato alla luce le fondamenta di un'antica chiesa romanica risalente al periodo compreso tra il VIII e il IX secolo. Sono state rinvenute inoltre diverse tombe di epoca medievale, resti di edifici e reperti di epoca romana. Nel contesto degli scavi è stato rinvenuto, all'interno della chiesa, un battistero paleocristiano databile tra il V e VI secolo.